# Fisica ambientale
La fisica ambientale è una branca della fisica che studia le interazioni tra i sistemi energetici e l'ambiente, con particolare riferimento alle emissioni inquinanti di varia natura (fisici, chimici, biologici) ed all'impatto ambientale connesso all'utilizzo dei principali impianti oggi utilizzati o proposti per la conversione dell’energia a partire dalle fonti primarie. Avendo numerosi risvolti pratici quali, ad esempio, la progettazione di impianti per lo sfruttamento energetico di fonti energetiche rinnovabili, la fisica ambientale ha stretti collegamenti con l'ingegneria.
Tra i vari campi di studio della fisica ambientale, che riguarda anche la progettazione, uso e gestione di centrali per la produzione di energia da fonti energetiche rinnovabili, vi sono gli impianti solari termici, fotovoltaici, eolici, a biomassa, idroelettrici, geotermici.
La disciplina si occupa, inoltre, dell'inquinamento da agenti fisici, tra cui il rumore, radiazioni non ionizzanti e radiazioni ionizzanti, tra cui l'inquinamento da gas radon.